# Skatteøen
 For alternative betydninger, se Skatteøen (flertydig). (Se også artikler, som begynder med Skatteøen)
Skatteøen (engelsk: Treasure Island) er en roman af Robert Louis Stevenson. Den udkom i 1883 efter føljetonen i ungdomsmagasinet Young Folks i 1881-1882 og er en af de mest dramatiserede bøger med enorm betydning for den populære opfattelse af pirater med skattekort, hvor skatten er markeret med et "X", skonnerter, den sorte plet, øde øer og etbenede sømænd med en papegøje på skulderen.

## Resumé
Den unge Jim Hawkins lever i 1700-tallets England. Hans forældre ejer kroen Admiral Benbow. En gammel sømand, Billy Bones, indlogerer sig på kroen og betaler den unge Hawkins for at holde udkig efter andre sømænd. De opsøger kaptajnen, og han dør kort efter af druk. Da Jim og hans mor åbner kaptajnens skibskiste, finder de et skattekort. De tager til byen og viser kortet til godsejer Trelawney og dr. Livesay. De to begynder at udruste skibet "Hispaniola" til skattejagt efter Kaptajn Flints skat. På skibet opdager Jim, at besætningen anført af skibskokken Long John Silver planlægger mytteri. Vel fremme på øen bryder mytteriet ud, og besætningen splittes. Hawkins' folk har skattekortet, og John Silvers folk har skibet. Jim og hans venner træffer en gammel sørøver, Benn Gunn, på øen. Silver får skattekortet men bliver narret, for Benn Gunn har allerede fundet skatten og gemt den et nyt sted. De aftaler at holde hånden over Silver i England, men da de kommer frem, forsvinder han med en del af skatten.